# Seznam srbskih slikarjev
Seznam srbskih slikarjev.

## A
- Nikola Aleksić
- Ljubomir Alexandrović (1828-1887) (srb.-avstrijski)
- Đorđe Andrejević Kun
- Veljko Andrejević-Kun
- Miroslav Antić
- Stojan Aralica (1885-1980)
- Dimitrije Avramović

## B
- Miloš Bajić
- Georgije Bakalović
- Milena Barilli-Pavlović
- Bora Baruh
- Ilija - Bosilj Bašičević
- Bojan Bem
- Josip Benković
- Paja Bereković
- Milica Bešević
- Nikola Bešević
- Jovan Bijelić
- Slavoljub Bogojević
- Slobodan Bogojević
- Georgije Bojer
- Mihajlo Bokorić
- Kosara Bokšan-Omčikus
- Milan Božović (Črnogorec)
- Kosta Bradić
- Janko Brašić
- Vojtjeh Bratuša
- Milan Butozan (srb.-hrv.?)

## C
- Dragutin Cigarčić
- Hristifor Crnilović
- Miodrag Crvenica (Črnogorec)
- Aleksandar Cvetković
- Natalija Cvetković

## Č
- Milica Čađević
- Stevan Čalić
- Aleksa Čelebonović
- Marko Čelebonović
- Stojan Čelić
- Teodor Češljar Ilić
- Jadviga Četić
- Milan Četić
- Vera Čohadžić-Radovanović
- Pavle Čortanović
- Petar Čortanović
- Milena Čubraković

## Ć
- Stojan Ćelić (bosansko-srbski)
- Ida Ćirić
- Milorad Ćirić
- Miloš Ćirić
- Vera Ćirić
- Jelena Ćirković

## D
- Vjera Damjanović (Črnogorka)
- Radomir Damnjanović - Damnjan (bosansko-srbsko-italijanski)
- Konstantin Danil
- Miomir Denić
- Milo Dimitrijević
- Ksenija Divjak
- Petar Dobrović
- Dana Dokić
- Dunja Dokić-Nikolić
- (Emir Dragulj)

## Đ
- Živko Đak
- Aleksandar Đonović
- Goran Đorđević
- Nevenka Đorđević-Tomašević
- Miodrag (Dado) Đurić (Črnogorecː Beograd >> Pariz)
- Pavel Đurković
- Petar Đuza

## E
- Slavica Erdeljanović -Curk
- Vasa Eškićević

## F
- Emerik Feješ
- Branko Filipović - Filo (Črnogorec)

## G
- Rudolf Gaberc (slovensko-srbski)
- Olivea Galović
- Stefan Gavrilović
- Desa Glišić (karikaturistka)
- Dragomir Glišić
- Mališa Glišić
- Mira Glišić
- Nikola Graovac (1907-2000)
- Vinko Grdan (hrvaško-srbski)
- Nedeljko Gvozdenović

## H
- Kosta Hakman
- Anton Huter?

## I
- Đorđe Ilić
- Jovan Isailović/Jovan Isajlović (st./ml.)
- Katarina Ivanović
- Olja Ivanjicki
- Dobrivoje Ivankovic Piki

## J
- Nenad Jakešević
- Ivan Jakobčić
- Đura Jakšić
- Amvrosije Janković
- Dušan Janković
- Filip Janković
- Ljubodrag - Jale Janković
- Milorad - Doca Janković
- Aleksandar - Cibe Jeremić
- Nikola Jeremić (srbsko-francoski)
- Olga Jevrić
- Branko Jevtić
- Dušan Jevtović
- Gligorije Jezdimirović?
- Gordana Jocić-Steković
- Mladen Josić
- Anastas Jovanović
- Bogoljub Jovanović (>> Pariz)
- Danica Jovanović
- Paja Jovanović

## K
- Dragoš Kalajić
- Olivera Kangrga
- Momo Kapor
- Prvoslav - Pivo Karamatijević
- Boško Karanović (1924-2009)
- Irena Kazazić
- Dragoljub Kažić
- Milan Kečić
- Milan Kerac
- Milan Kešelj
- Bosiljka Kićevac-Popović
- Jovan Klajić
- Uroš Knežević
- Jano Knjazović
- Leon Koen
- Milan Konjović (1898-1993)
- Božidar Kovačević (1934-2010)
- Ivica Kovačić Štifla
- Teodor Kračun (18. stol.)
- Radovan Kragulj
- Jaroslav Kratina
- Lazar Krdžalić
- Petar Križanič - Pjer
- Marko Krsmanović
- Đorđe Krstić
- Zoran Krulj
- Mirko Kujačić
- Aleksandar Kumrić (hrv.-srb.)
- Đorđe Andrejević Kun

## L
- Georgije Lacković
- Dragan Lubarda
- Petar Lubarda (črnogorskega rodu)
- Ivan Lučev (črnogorskega rodu)
- Svetolik Lukić
- Žika Lukić
- Mara Lukić-Jelesić
- Ivanka Lukić-Šotra
- Aleksandar Luković

## M
- Milić od Mačve (Milić Stanković)
- Dragan Malešević - Tapi
- Zdravko Mandić (bos.-vojv.)
- Vera Marinc ?
- Ana Marinković (1882-1973; 1946- v Franciji)
- Miho Marinković (dalmat.-srb.)
- Snežana Marinković
- Joakim Marković
- Milija Marković-Raspop
- Milislav Marković (&sin Nikola)
- Moma Marković (slikar)
- Nikola Marković-Raspopović
- Aksentije Marodić
- Mario Maskareli (črnogor. rodu)
- Nikola Masniković
- Dragutin Inkiostri Medenjak
- Mirjana Mihać
- Đorđe Mihailović
- Milorad Bata Mihailović
- B. Mihajlović
- Andrija Milenković
- Kosta Miličević
- Nenad Miličević – Liki
- Predrag - Peđa Milosavljević
- Đorđe Milovanović
- Mihailo Milovanović
- Milan Milovanović (slikar)
- Mihael (Mika) Milunović
- Milo Milunović (črnogor. rodu)
- Branko Miljuš
- (Milan Minić: arhitekt in slikar)
- Radenko Mišević
- Aleksandar Mišković
- Dušan Mišković
- Đorđe Mitrofanović
- Milun Mitrović
- Svetislav Mladenović
- Rafailo Momčilović
- (Marko Murat)

## N
- Miodrag Nagorni
- Nikola Nešković
- Lazar Nikolić
- Stojan Nikolić

## O
- P. Omčikus
- Ankica Oprešnik (slov. rodu)
- Dušan Otašević

## P
- Jovan Pačić
- Milena Pavlović-Barili
- Zoran Pavlović (slikar)
- Slobodan Pejović
- Jefta Perić
- Mihailo S. Petrov
- Mihajlo Petrov
- Arsenije Petrović
- Boško Petrović (slikar)
- Gradimir Petrović
- Jelisaveta Petrović
- Mile Petrović
- Miodrag Petrović (slikar)
- Nadežda Petrović
- Pavle Petrović
- Sava Petrović
- Zora Petrović
- Zoran Petrović
- Živko Petrović
- Moša Pijade
- Vladeta Piperski
- Mirko Počuča
- Vasa Pomorišac
- Branko Popović (slikar)
- Dimitrije Popović
- Jeftimije Popović
- Jovan Popović
- Ljubo Popović
- Mića Popović
- Dimitrije Posinković
- Bogdanka Poznanović
- Đorđe Pravilović (Črnogorec)
- Uroš Predić
- Pavle Predragović
- Aleksandar Prijić (Črnogorec)
- Božidar Prodanović
- Branko Protić
- Miodrag B. Protić
- Vladimir Protić
- Đorđe Prudnikov
- Milenko Prvački

## R
- Jovan Radenković
- Mara Radenković-Dimitrijević
- Franjo Radočaj
- Novak Radonić
- Ivan Radović
- Vladimir-Vlada Radović
- Vuko Radović (Črnogorec)
- Branko Radulović
- Savo Radulović (črnogorsko-ameriško-jugoslov.)
- Aleksandar Rafajlović (črnogorsko-srb.)
- Dobrivoj Rajić
- Jovan Rakidžić
- Danica Rakidžić-Basta
- Petar Ranosović
- Eva Ras
- Radomir Reljić
- Miriam Repič-Lekić
- (Jurica Ribar)

## S
- Svetozar Samurović
- Zdravko Sekulić
- Pavle Simić
- Venceslav Smrekar (slovensko-srbski)
- Ljubica Sokić
- Mladen Srbinović
- Nataša Srbinovski
- Milić Stanković
- Veljko Stanojević
- Adam Stefanović
- Eduard Stepančič (slovensko-srbski)
- Radomir Stević Ras
- Dragoslav Stojanović-Sip
- Sava Stojkov
- Branislav Subotić
- Jovan Subotić
- Mojsej (Mojsije) Subotić
- Stefan Subotić

## Š
- Nataša Šavija
- Leonid Šejka
- Milenko Šerban
- Tomo Šijaković
- Jo-škin Šiljan (Nebojša Stojković)
- Aleksandar Šivert
- Miloš Šobajić
- Branko Šotra
- Sava Šumanović
- Bogdan Šuput
- Todor Švrakić

## T
- Ivan Tabaković
- Igor Tabaković
- Georgije Tenecki
- Stefan Tenecki
- Miloš Tenković
- Arsen(ije) Teodorović
- Đurđe Teodorović
- Dimitrije Tirol
- Poleksija Todorović
- Steva(n) Todorović
- Vladislav Todorović
- (Raša Todosijević 1945-2024)
- Aleksandar Tomašević
- Živojin Turinski

## V
- Pavle Vasić
- Igor Vasiljev (slikar)
- Vladimir Veličković (1935-2019)
- Vuk Vidor (née Veličković)
- Dušan Vlajić
- Vladimir Vojnović
- Josip Vošnjak (slov.-srb.)
- Lazar Vozarević
- Paško Vučetić
- Lazar Vujaklija
- Snežana Vujović - Nikolić
- Rista Vukanović (1873-1918)
- Beta Vukanović (1872-1972) (nem. rodu; prvotno Babette Bachmayer)
- Mina Vukomanović-Karadžić (avstrijsko-srbska)

## Ž
- Hristofor Žefarović
- Dimitrije Živadinović, karikaturist
- Radojica Živanović - Noe